# ناحیه اورهئی
ناحیه اورهئی (به لاتین: Orhei District) یک منطقهٔ مسکونی در مولداوی است که در Orgeyevsky Uyezd واقع شده‌است. ناحیه اورهئی ۱٬۲۲۸ کیلومتر مربع مساحت و ۱۰۱٬۵۰۲ نفر جمعیت دارد.